# Ekin Koç
Pour les articles homonymes, voir Koç.
Ekin Koç, né le 21 juin 1992 à Manavgat (Antalya), est un acteur turc.

## Biographie
Il débute au cinéma en 2015 dans Senden Bana Kalan avec Neslihan Atagül.
De 2015 à 2017, il incarne le sultan Ahmed Ier dans la série télévisée Muhteşem Yüzyıl: Kösem.
En 2021, il est à l'affiche d'Anatolia qui est présenté à la Berlinale 2021.
En 2022, il a un rôle important dans le film controversé Burning Days.

## Filmographie

### Cinéma
- 2015 : Senden Bana Kalan
- 2016 : Ali and Nino d'Asif Kapadia : Mehmed
- 2018 : Bizim İçin Şampiyon : Halis Karataş
- 2021 : Anatolia : le professeur Selim
- 2022 : Burning Days d'Emin Alper : Murat
- 2025 :  The Things you kill  d’Alireza Khatami : Ali

### Télévision
- 2015-2017 : Muhteşem Yüzyıl: Kösem : Ahmed Ier
- 2020-2021 : Uyanış: Büyük Selçuklu
- 2022 : Üç Kuruş : Efe Tekin[2]